# Châlus

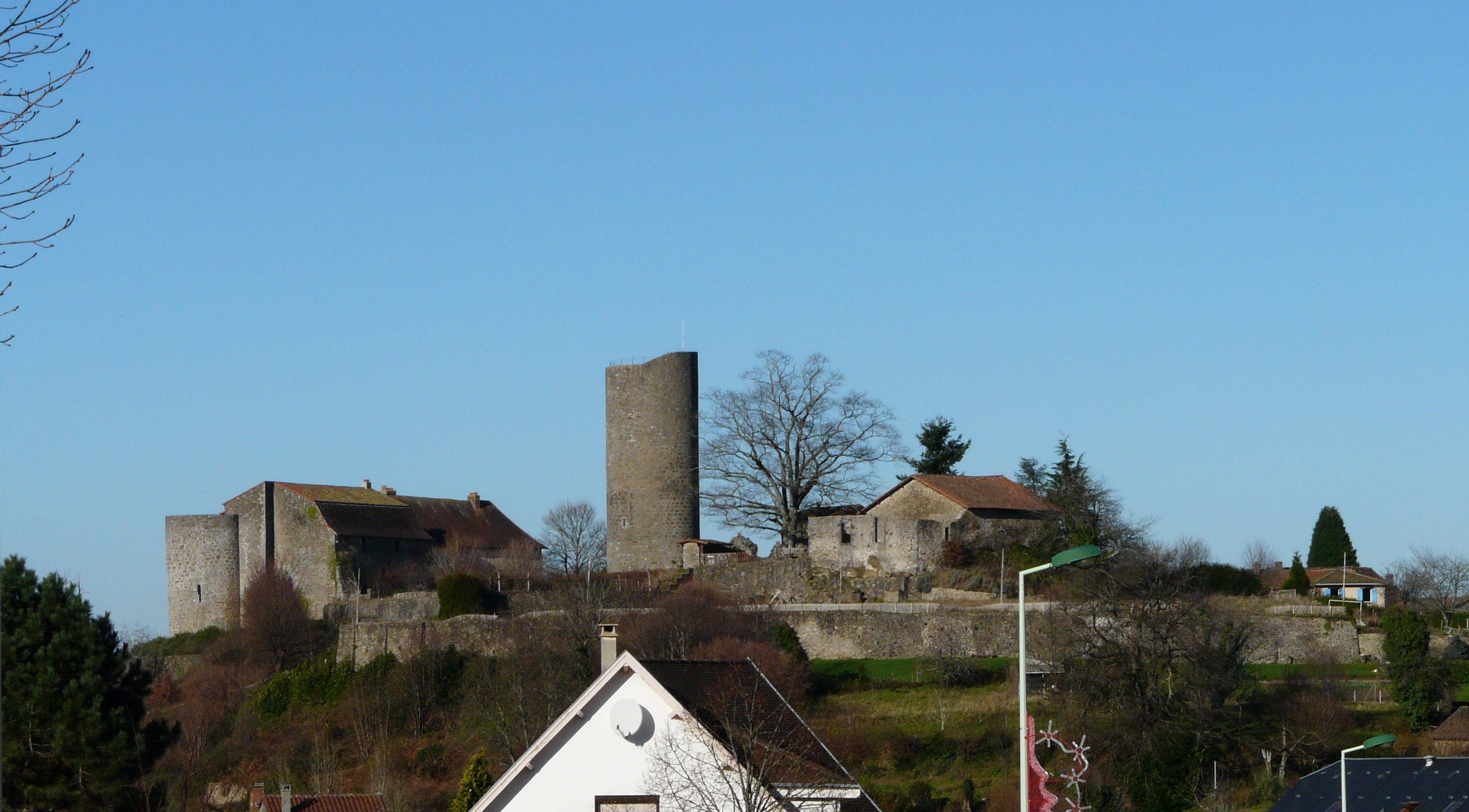
Kasteel van Châlus-Chabrol

Châlus is een gemeente in het Franse departement Haute-Vienne (regio Nouvelle-Aquitaine) en telt 1759 inwoners (1999). De plaats maakt deel uit van het arrondissement Limoges.

## Geschiedenis
In Châlus staan de ruïne van het kasteel Châlus-Chabrol. Bij de belegering van dit kasteel is Richard Leeuwenhart dodelijk getroffen door een pijl in 1199.

## Geografie
De oppervlakte van Châlus bedraagt 28,0 km², de bevolkingsdichtheid is 62,8 inwoners per km².
De onderstaande kaart toont de ligging van Châlus met de belangrijkste infrastructuur en aangrenzende gemeenten.

## Demografie
Onderstaande figuur toont het verloop van het inwonertal (bron: INSEE-tellingen).